# قطب‌الدین فالی
مولانا قطب‌الدین محمد بن ابوالخیر صفی الدین مسعود بنه محمود بن ابوالفتح فالی سیرافی یا قطب‌الدین فالی یکی از علما و فضلای بزرگ قرن هشتم بود. قطب الدین در شیراز به تدریس و تألیف اشتغال داشت و عمر خود را در نشر علوم و معارف به پایان رسانید. ابوالعباس معین‌الدین احمد زرکوب شیرازی یکی از شاگردان او بود. وفاتش در سال ۷۲۱ هجری قمری در شیراز اتفاق افتاد.

آثار: کتاب التقریب فی التفسیر، توضیح الحاوی فی الفقه، کتاب شرح التوجیح، شرح اللباب الاغراب فی الاعراب، شرح قصیده عمیدیه.